# فنسنت هندرسون
فنسنت هندرسون (بالإنجليزية: Vincent Henderson)‏ هو منافس ألعاب قوى أمريكي، ولد في 20 أكتوبر 1972.

## وصلات خارجية
- فنسنت هندرسون على موقع الاتحاد الدولي لألعاب القوى (الإنجليزية)